# Diaspora ukrainienne en France
Pour un article plus général, voir Diaspora ukrainienne.
La diaspora ukrainienne en France se compose d'Ukrainiens et de leurs descendants vivant en France. Elle commence avec les pogroms de la fin du tsarisme et la révolution de 1905 dans l'Empire russe et se poursuit au cours du XXe siècle. En 2021, 18 000 Ukrainiens ont un titre de séjour et, selon Borys Gudziak, la communauté ukrainienne compte entre 80 000 et 100 000 personnes, dont 30 000 en Île-de-France.

## Historique
Les premiers émigrés ukrainiens apparaissent en France avec les pogroms de la fin du tsarisme et la révolution de 1905 dans l'Empire russe. Puis elle s'accélère dans l'entre-deux guerres. Mais les émigrés russes et les émigrés ukrainiens sont confondus, aussi le nombre de ces derniers n'est pas déterminé.
Après la guerre d'indépendance ukrainienne entre 1917 et 1922 et l'instauration de la République socialiste soviétique d'Ukraine (1922-1991), une nouvelle vague d'émigrés ukrainiens s'installent en France. Elle est composée notamment d'anciens militaires et de militants politiques comme Symon Petlioura ou l'anarchiste Nestor Makhno. Celui-ci s'installe à Paris en 1925, où il travaille comme ouvrier chez Renault à Boulogne-Billancourt.
Dans les années 2000, le nombre d'émigrés ukrainiens en France est, selon l'INSEE, en progression constante avec 12 400 émigrés en 2007, 16 900 en 2012 et 24 700 en 2017. En 2021, l'Office français de protection des réfugiés et apatrides a reçu une demande d'asile en France de la part de 2 100 Ukrainiens. Selon Borys Gudziak, évêque de l’église gréco-catholique ukrainienne de Paris de 2012 à 2019, la communauté ukrainienne en France compte, en 2021, entre 80 000 et 100 000 personnes, dont 30 000 en Île-de-France. La moitié d'entre eux seraient sans papier. En 2021, 18 000 Ukrainiens ont un titre de séjour en France.
Lors de l'invasion de l'Ukraine par la Russie en 2022, le ministre de l'Intérieur, Gérald Darmanin,  indique : « On n'accueillera pas tout le monde, mais on va prendre notre part ». Comme pour l'ensemble de l'Union européenne, il ne sera pas donné l'asile aux Ukrainiens mais une protection temporaire car ils ont vocation à revenir en Ukraine une fois la paix revenue. 
En 2022, à la suite de l’invasion russe de l’Ukraine,  100 000 Ukrainiens se réfugient en France. Selon la Cour des comptes, la France a engagé 634 millions d’euros pour organiser cet accueil.

## Paris
À Paris, outre l'ambassade, parmi les lieux importants de la diaspora figurent la cathédrale Saint-Vladimir-le-Grand et le square Taras-Chevtchenko adjacent (6e arrondissement).